# Willem V van Brunswijk-Lüneburg
Willem V van Brunswijk-Lüneburg (Celle, 4 juli 1535 — aldaar, 20 augustus 1592) was een zoon van hertog Ernst I van Brunswijk-Lüneburg en Sophia van Mecklenburg-Schwerin. Samen met zijn broers Frans Otto en Hendrik X volgde hij zijn vader op als vorst in Brunswijk-Celle. Na het overlijden van zijn broer Frans Otto en een met zijn broer Hendrik afgesproken herverdeling van de gebieden, werd hij enig heerser in hertogdom Brunswijk-Lüneburg vanaf 1569.
Hij  trouwde in 1561 met Dorothea van Denemarken, de  jongste dochter van koning Christiaan III van Denemarken.
In 1577 openbaarden zich bij Willem V voor het eerst de symptomen van een geestesziekte. In 1582 werd zijn gedrag zo onvoorspelbaar en agressief dat zijn vrouw met hun kinderen uit het hertogelijk slot in Celle vertrok. Na ingrijpen van keizer Rudolf II werd Willem V onder bewaking gesteld; hiervoor werden 20 landsknechten van buiten Brunswijk-Lüneburg aangetrokken. Na een tijdelijk herstel herhaalde deze situatie zich in 1587. 
George Frederik I van Brandenburg-Ansbach en Filips II van Brunswijk-Grubenhagen werden benoemd tot bewindvoerders voor Willem V, maar in de praktijk functioneerde zijn echtgenote Dorothea als regentes.
Willem V en Dorothea van Denemarken hadden de volgende kinderen:
- Sophia (1563-1639), gehuwd met markgraaf George Frederik I van Brandenburg-Ansbach
- Ernst (1564-1611)
- Elisabeth (1565-1621), gehuwd met graaf Frederik van Hohenlohe-Langenburg
- Christiaan (1566-1633)
- August (1568-1636)
- Dorothea (1570-1649), gehuwd met paltsgraaf Karel I van Palts-Birkenfeld
- Clara (1571-1658), gehuwd met graaf Willem van Schwarzburg-Blankenburg
- Anna Ursula (1572-1601)
- Margaretha (1573-1643), gehuwd met hertog Johan Casimir van Saksen-Coburg
- Frederik (1574-1648)
- Maria (1575-1610)
- Magnus (1577-1632)
- George (1582-1641) - getrouwd met Anna Eleonora van Hessen-Darmstadt (1601-1659)
- Johan (1583-1628)
- Sybilla (1584-1652), gehuwd met hertog Julius Ernst van Brunswijk-Dannenberg.

## Voorouders
| Voorouders van Willem V van Brunswijk-Lüneburg | Voorouders van Willem V van Brunswijk-Lüneburg                                                | Voorouders van Willem V van Brunswijk-Lüneburg                                                | Voorouders van Willem V van Brunswijk-Lüneburg                                                | Voorouders van Willem V van Brunswijk-Lüneburg                                                | Voorouders van Willem V van Brunswijk-Lüneburg                                                | Voorouders van Willem V van Brunswijk-Lüneburg                                                | Voorouders van Willem V van Brunswijk-Lüneburg                                                | Voorouders van Willem V van Brunswijk-Lüneburg                                                |
| ---------------------------------------------- | --------------------------------------------------------------------------------------------- | --------------------------------------------------------------------------------------------- | --------------------------------------------------------------------------------------------- | --------------------------------------------------------------------------------------------- | --------------------------------------------------------------------------------------------- | --------------------------------------------------------------------------------------------- | --------------------------------------------------------------------------------------------- | --------------------------------------------------------------------------------------------- |
| Overgrootouders                                | Otto II van Brunswijk-Lüneburg (1439-1471) ∞ Anna van Nassau-Dillenburg (1441-1513)           | Otto II van Brunswijk-Lüneburg (1439-1471) ∞ Anna van Nassau-Dillenburg (1441-1513)           | Ernst van Saksen (1441-1486) ∞ Elisabeth van Beieren (1443-1484)                              | Ernst van Saksen (1441-1486) ∞ Elisabeth van Beieren (1443-1484)                              | Magnus II van Mecklenburg (1441-1503) ∞ Sophie van Pommeren-Wolgast (1460-1504)               | Magnus II van Mecklenburg (1441-1503) ∞ Sophie van Pommeren-Wolgast (1460-1504)               | Johann Cicero van Brandenburg (1455-1499) ∞ Margaretha van Saksen (1449-1501)                 | Johann Cicero van Brandenburg (1455-1499) ∞ Margaretha van Saksen (1449-1501)                 |
| Grootouders                                    | Hendrik VII van Brunswijk-Lüneburg (1468-1532) ∞ 1561 Margaretha van Saksen (1469-1528)       | Hendrik VII van Brunswijk-Lüneburg (1468-1532) ∞ 1561 Margaretha van Saksen (1469-1528)       | Hendrik VII van Brunswijk-Lüneburg (1468-1532) ∞ 1561 Margaretha van Saksen (1469-1528)       | Hendrik VII van Brunswijk-Lüneburg (1468-1532) ∞ 1561 Margaretha van Saksen (1469-1528)       | Hendrik V van Mecklenburg (1479-1552) ∞ 1598 Ursula van Brandenburg (1488-1510)               | Hendrik V van Mecklenburg (1479-1552) ∞ 1598 Ursula van Brandenburg (1488-1510)               | Hendrik V van Mecklenburg (1479-1552) ∞ 1598 Ursula van Brandenburg (1488-1510)               | Hendrik V van Mecklenburg (1479-1552) ∞ 1598 Ursula van Brandenburg (1488-1510)               |
| Ouders                                         | Ernst I van Brunswijk-Lüneburg (1497-1546) ∞ 1561 Sophia van Mecklenburg-Schwerin (1508-1541) | Ernst I van Brunswijk-Lüneburg (1497-1546) ∞ 1561 Sophia van Mecklenburg-Schwerin (1508-1541) | Ernst I van Brunswijk-Lüneburg (1497-1546) ∞ 1561 Sophia van Mecklenburg-Schwerin (1508-1541) | Ernst I van Brunswijk-Lüneburg (1497-1546) ∞ 1561 Sophia van Mecklenburg-Schwerin (1508-1541) | Ernst I van Brunswijk-Lüneburg (1497-1546) ∞ 1561 Sophia van Mecklenburg-Schwerin (1508-1541) | Ernst I van Brunswijk-Lüneburg (1497-1546) ∞ 1561 Sophia van Mecklenburg-Schwerin (1508-1541) | Ernst I van Brunswijk-Lüneburg (1497-1546) ∞ 1561 Sophia van Mecklenburg-Schwerin (1508-1541) | Ernst I van Brunswijk-Lüneburg (1497-1546) ∞ 1561 Sophia van Mecklenburg-Schwerin (1508-1541) |
| Willem V van Brunswijk-Lüneburg (1535-1592))   |                                                                                               |                                                                                               |                                                                                               |                                                                                               |                                                                                               |                                                                                               |                                                                                               |                                                                                               |